# パパと呼ばないで
『パパと呼ばないで』（パパとよばないで）は、1972年10月4日から1973年9月19日まで、日本テレビ系列で放送された全40話のホームドラマである。石立鉄男&ユニオン映画シリーズの3作目に当たる。

## 放送データ
- 放送期間：1972年10月4日 - 1973年9月19日
- 放送時間：毎週水曜日 20:00 - 20:55
- 放送回数：全40回
- 放送形態：16ミリフイルム・カラー作品（撮影は35ミリフィルム、放送時16ミリフィルム）・本放送時のみ16ミリシネテープ音声つき（再放送時からは光学音声）

## あらすじ
独身男の安武右京は亡くなった姉の娘、橋本千春を引き取り、中央区佃の米屋・井上精米店の2階に下宿を始める。子供の扱いがわからず、とまどう右京だったが、次第に情が通い、千春はかけがえのない存在になっていく。

## 配役

### レギュラー
- 安武右京：石立鉄男[1]
東京・丸の内の大手石油会社に勤める、独身サラリーマン。早くに両親が他界し、たった一人の実姉・豊子に育てられた背景があり、姉のことを心から尊敬していた。そんな姉の突然の訃報により、まだ6歳の姪・千春を引き取り、親代わりとして育てることを決意。それまで住んでいたアパートを引き払い、大家族が暮らす井上精米店の２階に下宿を決める。井上家の面々の力を借りながら、実の父親以上の愛情を注ぎ、懸命に体当たりで千春を育てていく。イカが好物。誕生日は1月18日（第5話）。
- 橋本千春：杉田かおる[1]
右京の姪っ子（姉・豊子の一人娘）。生まれてすぐに実父が蒸発し、母子家庭で育つ。しかし、6歳で母が病死。通夜の席で「誰がこの子を引き取るのか？」と親戚中から疎まれるも、叔父である右京が「立派に育ててみせます」と、千春を引き取ることを申し出る。突然の環境の変化、母のいない寂しさ、実父不在などの要素が折り重なり合い、最初は全く右京に心を開かないでいた。しかし、ある事件（第2話）をきっかけに右京を「パパ」と呼ぶようになる。井上家の人たちや近所の人たちから「チーちゃん」と呼ばれ、とても可愛がられるようになる。誕生日は4月13日（第5話）。
- 井上精太郎：大坂志郎[1]
佃島の米屋・井上精米店の主人。婿養子（旧姓、田中）。優しい性格だが、ついどもってしまい、はっきり物が言えない。しかし、お酒を飲むととても流暢に話せるようになる。千春を孫のようにかわいがりながら、右京には「父親の子育て」を語るなど、男親としても良き理解者として接する。江戸っ子だが、なぜか阪神タイガースのファン。将棋好き。
- 井上時枝：三崎千恵子[1]
米屋のおかみさん。性格は精太郎とは正反対で、1を聞けば10を返す肝っ玉。右京の子育てに対しては至らない点を厳しく指摘する一方で、常に右京と千春親子の幸せを願い、どんな世話を焼くこともいとわない。
- 井上園子：松尾嘉代[1]
米屋の長女。気が強く、物事をはっきり言い過ぎて、右京としょっちゅう口喧嘩してしまう。しかし、右京に女性のうわさが立つと気になってしまう。当初は店を手伝い、配達用のスーパーカブを乗り回していた。美容師で“オオカミカット”が得意。
- 井上和子：有吉ひとみ[1]
米屋の次女。おでん屋「若松」で働く。明るく細かいことを気にしない性格で、その場の雰囲気を明るくしてくれる。右京のことを「あんなこぶ付きなんか…」と言っていたが…。
- 井上昇：小林文彦[1]
米屋の長男。姉2人にいじめられ、よく頭を叩かれる。右京を兄と慕っている。明るくお調子者タイプな性格だが、ある事件（第18話）[注 1]では千春を庇うなどしっかりした面もある。「Oh～Yes！」が口癖。
- 金造：花沢徳衛[1]
魚屋・魚敏の親父で精太郎と幼馴染で将棋仲間。気のいい下町の親父である。鳥が苦手。
- 治子：富士真奈美[1]
金造の娘。バツイチで、自らを「出戻り」と自傷気味に語って笑い話にする度量もある。右京を狙って、あの手この手で気を引こうとする。千春のこと見ていると「どうして、こう母性本能をくすぐるのかしら」（第5話）と千春のことを可愛がる。

### セミレギュラー
- 内田：江守徹[2]
右京の同僚（既婚）。右京の人柄や言い訳ベタな性分を飲み込み、悪友ながらも右京の一番の理解者としてさりげないフォローを続ける。右京の行動が周囲から協力を得られるように先んじて交渉するなど、右京の「千春の父親」として生きる姿を、心から応援している。
- 村松係長：近藤洋介[2]
右京の上司、エリートサラリーマン。独身。園子に求婚するが失恋する。
- 山崎課長：福岡正剛
右京の上司。やや口やかましい。
- 中島ユキ：田島令子[1]
右京の石油会社のエレベータガール。右京が恋し、あるきっかけから「私たち恋人同士でしょ。」と右京のことが好きになる。右京に千春の良い母親になりたいと打ち明けるも、しつけや教育への過剰な思いに、右京はたじろぐ。
- 八方石油（右京の会社）社員：岡本富士太、大谷朗、丸岡将一郎[2]、北見敏之[2]、多和田真由美[2]、斉藤恵子[2]
- 大町宏子：望月真理子
千春が大好きな幼稚園の担任先生。右京は密かに恋をするが…。
- 早苗：早瀬久美[2]（第19話・第20話・第28話）
右京と千春の引っ越し先のアパートの隣人。
- 由美：井上れい子[2]
和子が働いているおでん屋「若松」の若女将。母親が病気で寝込んでいるため、代わりに働くようになった。和子とは高校時代の同級生でバレー部仲間。
- 良一：森下哲夫[2]
おでん「若松」の板前。一緒に働く由美のことが気になっている。
- 鉄平：浅若芳太郎[2]
由美の叔父。良一の板前の師匠。時々、若松を手伝っている。江戸っ子で精太郎、金造の友人。
- 美容院のマダム：寺島信子
園子が勤める美容院・チェリーのマダム。一度は辞めた園子の腕を買い、精太郎に頼み込んで、再び、園子を雇うことになる。
- 丸山：丸山修[2]
不動産屋の主人。息子の秀雄が千春と同じ幼稚園に通う。
- 丸山光枝：塩沢とき[2]
不動産屋の妻。口やかましく、時枝が大の苦手としている。
- 平野：桜井センリ（第30話）
治子の元亭主。ギャンブル好きだったため治子に愛想をつかされた。復縁を迫るが断られる。
- 田中そね：浦辺粂子（第21話・第28話）
精太郎の母。猫嫌い。極端な掃除好き。宝くじで100万円を当てた。第28話では年頃の園子にお見合いの話を持って来る。
- 松木頼子：野村昭子（第1話・第12話）
銚子に住む右京の叔母。精太郎、金造の幼馴染み。右京の将来を考え、千春を引き取ろうとするが…。

### 橋本千春の両親
- 橋本豊子：長内美那子[1]（第1話・第2話） / 北林早苗[2]（第26話）
千春の母で右京の姉。未婚の母として千春を身ごもり、親戚中から縁を切られたのちに幼い千春を残して急死した[注 2]。
- 橋本：松山英太郎[1]（第16話・第36話・第37話）
千春の父親。千春が右京になついた頃に右京と面会し、「千春のことをよろしく頼む」と言い残し去る。

### ゲスト
| 話数 | ゲスト |
| ---- | --- |
| 1    | 岡本富士太、瀬能礼子 |
| 2    | 岡本富士太 |
| 3    | 西本裕行、岡本富士太 |
| 4    | |
| 5    | |
| 6    | |
| 7    | 竹内：柳瀬志郎、 竹内の妻：逸見慶子 |
| 8    | 内田の妻：久保田民栄 |
| 9    | |
| 10   | 山崎の妻：松浪志保、 山崎の娘：高尾あゆみ、 美知子：黒須薫 |
| 11   | 尾崎：福田豊土、尾崎の妻：小沢弘子 |
| 12   | |
| 13   | 広中武一郎：多々良純 |
| 14   | 警官：大泉滉 |
| 15   | 羽山みち子：真屋順子、 羽山秋夫：結城知仁、 ともえ：太田淑子、 みどり：吉永倫子、 里子：楠トシエ                                                                              |
| 16   | |
| 17   | |
| 18   | 叔子：津山登志子、 叔子の母親：有沢正子、 豆腐屋：三遊亭笑遊 |
| 19   | 秀夫：山下雄大 |
| 20   | |
| 21   | |
| 22   | 良夫：柴田侊彦、 京子：野口ふみえ、 マサオ：伊藤永昌、 うめ：津路清子、 秀夫：山下雄大、 えみ子：佐藤久里子                                                                   |
| 23   | 若松の客：ケーシー高峰、 小鳥屋の主人：奥村公延 |
| 24   | サダ子：ビーバー、 花奴：藤江リカ、 木下：リーガル天才、 大山：リーガル秀才                                                                                                   |
| 25   | 根本喜久丸：岸部シロー、 今日子：神鳥ひろ子、 息子 勝彦：野儀勝彦 |
| 26   | 千春の母・豊子／ホステス・ルミ：北林早苗、 管理人：坊屋三郎、 村上：小林勝也、 係長：木島新一                                                                                 |
| 27   | 鴨田：森本レオ、 沢村：佐藤晟也、 久美：北島マヤ、 里子：土井かつ江 会社受付：中村万里、 医師：平野稔、 病院受付：田浦環、 看護婦：乙黒ますみ                                 |
| 28   | 一平：横山あきお、 美子：沢井孝子、 美子の兄：北浦昭義 |
| 29   | 津村タミ子：蔵悦子、 タミ子の息子：山下真一、 戸田刑事：五藤雅博、 村山刑事：小倉勇三、 房子：野村光絵、 マサ子：山添三千代、 みつ子：竜のり子、 警官：山口譲                 |
| 30   | 平野：桜井センリ、村松：近藤洋介 |
| 31   | 医者：渡辺篤、村上：小林勝也 |
| 32   | 柳沢：林隆三、青山：植田峻 |
| 33   | 田宮先生：水沢有美、水谷：前田充穂、 良子：田所陽子、春子：高尾あゆみ、 友治：工藤圭一郎、内田の妻：久保田民栄、 向いのおばさん：鈴村益代                                     |
| 34   | 思地守：田辺靖雄、戸村光子：島田多江、 戸村たかし：水野哲、たかしの妹：斉藤こず恵、 寿司屋の主人：大村千吉、寿司屋若衆：田村孝司、 ユミ：豊村真理子、向いのおばさん：鈴村益代 |
| 35   | 花藤羽衣：西岡慶子、花藤梅乃：武智豊子、 部長：木田三千雄、ユウ子：都築悦子、 ユウ子の妹：堀貴子、 洋子：矢吹寿子 （協力：花柳衛社中 三味線：杵屋勝芳壽、鼓：仙波宏紫）       |
| 36   | 山崎美代子：伊藤るり子 |
| 37   | 仲居：愛川ルミ子、美容師：豊村真理子、 八方石油社員：前田未来 |
| 38   | 向いのおばさん：鈴村益代 |
| 39   | 田中：津村秀祐、田中マリコ：高石侑民子、 光子：星純子、時田道子：重盛輝江、 向いのおばさん：鈴村益代、医者：田中力                                                            |
| 40   | |

## 劇用車
- オレンジのカワサキ・マッハ（H1D[注 3]）。井上昇が第1話で、友人ケンちゃんのマッハⅢの整備（キャブの同調か?）を、井上精米店前や裏で盛大に白煙を上げながら行っていた。
- ベージュのホンダ・TN360（TNⅢ360）。井上精米店配送車。
- 白のスバル・レオーネクーペGL。中島ユキの愛車。彼女は金髪で、トンボメガネ、青のスカーフを身に着け、颯爽とスポーツカーに乗る。

## スタッフ
- 企画：小坂敬（日本テレビ）
- プロデューサー：吉川斌（日本テレビ）、上野徹（ユニオン映画）
- 原案：葉村彰子
- 脚本：放映リスト参照
- 音楽：大野雄二
- 撮影：岩佐一泉
- 照明：藤林甲
- 美術：佐谷晃能 （東京テレビアート）
- 編集：西島豊
- 録音：片桐登司美
- 助監督：荒木功（ユニオン映画）
- 色彩計測：東原三郎
- 記録：桑原みどり、
- タイトル：土屋昭雄、豊島弘尚
- 装飾：高津装飾
- 衣裳：東京衣裳
- 編集・現像：東洋現像所（フィルムクレジット上は「東洋現像」と表記）
- アフレコ・ダビング・ネガ録音（リレコーディング）・シネテープ作成：映広音響
- プロデューサー補：山本剛正（ユニオン映画）
- 衣装協力：ピノチオこども服、KANTO
- 監督：放映リスト参照。
- 製作：ユニオン映画

## 主題歌
- 「にじ」 作詞：たかたかし／作曲：羽根田武邦／歌：貝がら／レコード：RCAレコード

## 放映リスト
| 話数 | 放映日         | サブタイトル               | 脚本              | 監督     |
| ---- | -------------- | -------------------------- | ----------------- | -------- |
| 1    | 1972年 10月4日 | きっと立派に育てて見せる   | 松木ひろし        | 千野皓司 |
| 2    | 10月11日       | あたしとどっちが好き？     | 松木ひろし        | 千野皓司 |
| 3    | 10月18日       | やっぱり他人？             | 向田邦子          | 平山晃生 |
| 4    | 10月25日       | 子連れデイト               | 向田邦子          | 平山晃生 |
| 5    | 11月1日        | 突然の誕生日               | 窪田篤人          | 千野皓司 |
| 6    | 11月8日        | 母親がやって来た！         | 窪田篤人          | 千野皓司 |
| 7    | 11月15日       | 性教育騒動！               | 向田邦子          | 平山晃生 |
| 8    | 11月22日       | カモメがとりもつ縁かいな？ | 向田邦子          | 平山晃生 |
| 9    | 11月29日       | ただ今 2対2                | 山本邦彦 葉村彰子 | 千野皓司 |
| 10   | 12月6日        | ママがほしい！             | 葉村彰子          | 千野皓司 |
| 11   | 12月13日       | ネコふんじゃった           | 向田邦子          | 平山晃生 |
| 12   | 12月20日       | チーちゃんの秘密           | 山本邦彦 葉村彰子 | 平山晃生 |
| 13   | 12月27日       | 忘れていた婚約             | 窪田篤人          | 平山晃生 |
| 14   | 1973年 1月10日 | パパ出世してね             | 山本邦彦 葉村彰子 | 平山晃生 |
| 15   | 1月17日        | とんだ人助け               | 向田邦子          | 千野皓司 |
| 16   | 1月24日        | 生みの親育ての親           | 山本邦彦 葉村彰子 | 平山晃生 |
| 17   | 1月31日        | 発車オーライ！             | 窪田篤人          | 千野皓司 |
| 18   | 2月7日         | 聞いてくれるなおっかさん   | 山本邦彦 葉村彰子 | 平山晃生 |
| 19   | 2月14日        | 嫁にはやれません！         | 窪田篤人          | 千野皓司 |
| 20   | 2月21日        | 粉雪の舞うひな祭り         | 窪田篤人          | 千野皓司 |
| 21   | 2月28日        | おばあちゃんはネコ嫌い     | 山本邦彦 葉村彰子 | 平山晃生 |
| 22   | 3月7日         | ハッピー・バースデー       | 向田邦子          | 平山晃生 |
| 23   | 3月14日        | ブルー・カナリヤ           | 向田邦子          | 田中知己 |
| 24   | 3月21日        | 悩める乙女上京！           | 矢田陽子          | 千野皓司 |
| 25   | 3月28日        | 訳ありそうな家庭教師       | 山本邦彦 葉村彰子 | 平山晃生 |
| 26   | 4月4日         | ママが生きてた！           | 松木ひろし        | 千野皓司 |
| 27   | 4月11日        | 男は度胸？                 | 松木ひろし        | 平山晃生 |
| 28   | 4月18日        | 園子の縁談                 | 葉村彰子          | 千野皓司 |
| 29   | 5月2日         | 赤ちゃん生んじゃう！       | 向田邦子          | 平山晃生 |
| 30   | 5月9日         | 愛してるよ                 | 窪田篤人          | 千野皓司 |
| 31   | 5月30日        | ママなんかほしくない       | 窪田篤人          | 千野皓司 |
| 32   | 6月13日        | 運命は皮肉                 | 松木ひろし        | 平山晃生 |
| 33   | 6月20日        | 父親3人組                  | 向田邦子          | 平山晃生 |
| 34   | 6月27日        | ラブレター事件             | 向田邦子          | 平山晃生 |
| 35   | 7月25日        | とんだ情操教育             | 向田邦子          | 田中知己 |
| 36   | 8月1日         | 千春を引取ります           | 窪田篤人          | 平山晃生 |
| 37   | 8月8日         | 千春の陰謀                 | 窪田篤人          | 平山晃生 |
| 38   | 8月22日        | 長い間お世話になりました   | 窪田篤人          | 平山晃生 |
| 39   | 9月5日         | 新婚旅行やりなおし         | 向田邦子          | 平山晃生 |
| 40   | 9月19日        | 人生航路の出発点           | 窪田篤人          | 千野皓司 |

## 放送局
特記のない限り全て放送時間は 水曜 20:00 - 20:55、同時ネット。
- 日本テレビ
- 札幌テレビ[3]
- 青森放送[4]
- テレビ岩手[4]
- 秋田放送[4]
- 山形放送[4]
- 宮城テレビ[4]
- 福島テレビ[4]
- 信越放送[5]
- 山梨放送[6]
- 北日本放送[7]
- 北陸放送[7]
- 福井放送[7]
- 名古屋テレビ[8]
- よみうりテレビ[9]
- 日本海テレビ[10]
- 西日本放送[11]
- 広島テレビ[11]
- 山口放送[12]
- 四国放送[13]
- 南海放送[12]
- 高知放送[12]
- 福岡放送[14]
- テレビ長崎[14]
- 熊本放送[14]

## エピソード
- 劇中で千春は猫（ニャロメ）を飼うが千春を演じた杉田かおる（当時8歳）は猫が苦手だったため、第21話で猫が逃げるエピソードが製作された。
- 日本酒メーカーの月桂冠がスポンサーだったため、劇中ではバーでもビールやウイスキーではなく日本酒が出された。
- 第9話で右京と内田が、第10話で清太郎たちが会食した“どぜう伊せ喜”は、江東区高橋に実在した1887年（明治20年）創業の老舗である（2012年ごろ廃業）。
- 第10話の劇中で廃止された都電として登場する都電高橋線（23系統）は、実際に1972年（昭和47年）11月12日付で廃止された。
- 第18話で昇が訪れる佃煮屋“天安”は、中央区佃に実在する1837年（天保8年）創業の老舗である。
- 第22話で右京が歌った「オバQえかきうた」は『新オバケのQ太郎』（1971年）のエンディング・テーマである。第15話にゲスト出演した太田淑子は同作で正太の声を演じている。
- 第24話の脚本の矢田陽子は「やだよう!」をもじった向田邦子のペンネームである。
- 第29話で園子が千春を連れて訪れる“飯野病院”は、東京・調布市に実在する病院でロケ撮影を行った。1997年に全面的に建て替えられたため当時の面影はない。
- 第31話の若松で流れる音楽は、当時のヒット曲「赤とんぼの唄」（あのねのね）である。
- 本放送時の平均視聴率は11パーセント前後であったが、再放送が繰り返されたことにより人気を獲得した。
- アニメ『パパのいうことを聞きなさい』第1話のサブタイトルは『パパと呼ばないで』である｡この作品は独身男性である主人公（大学生）が､（航空機事故で）亡くなった親代わりの姉の娘3人を引き取り､共同生活を始めるストーリーであり『パパと呼ばないで』とも共通する点がある｡